# Lamberton
Lamberton és una població dels Estats Units a l'estat de Minnesota. Segons el cens del 2000 tenia 859 habitants.

## Demografia
Segons el cens del 2000, Lamberton tenia 859 habitants, 392 habitatges, i 219 famílies. La densitat de població era de 526,4 habitants per km².
Dels 392 habitatges en un 20,4% hi vivien nens de menys de 18 anys, en un 48,2% hi vivien parelles casades, en un 5,9% dones solteres, i en un 43,9% no eren unitats familiars. En el 41,3% dels habitatges hi vivien persones soles el 28,1% de les quals corresponia a persones de 65 anys o més que vivien soles. El nombre mitjà de persones vivint en cada habitatge era de 2,04 i el nombre mitjà de persones que vivien en cada família era de 2,79.
Per edats la població es repartia de la següent manera: un 20,1% tenia menys de 18 anys, un 4,3% entre 18 i 24, un 20,3% entre 25 i 44, un 17,6% de 45 a 60 i un 37,7% 65 anys o més.
L'edat mediana era de 51 anys. Per cada 100 dones de 18 o més anys hi havia 80,1 homes.
La renda mediana per habitatge era de 28.603 $ i la renda mediana per família de 38.646 $. Els homes tenien una renda mediana de 30.865 $ mentre que les dones 20.278 $. La renda per capita de la població era de 16.721 $. Entorn del 12,2% de les famílies i el 14% de la població estaven per davall del llindar de pobresa.

## Poblacions properes
El següent diagrama mostra les poblacions més properes.